# Relations entre la Belgique et la Russie
Les relations entre la Belgique et la Russie sont établies en 1992 peu de temps après la dissolution de l'URSS. La Russie a une ambassade à Bruxelles et un consulat-général à Anvers tandis que la Belgique a une ambassade à Moscou et un consulat-général à Saint-Pétersbourg. Les deux pays sont membres de l'Organisation pour la sécurité et la coopération en Europe, et étaient membres du Conseil de l'Europe. Cependant, ultérieurement, la Russie a été exclue du Conseil de l'Europe à la suite de l'invasion de l'Ukraine par la Russie.

## Histoire
Les contacts diplomatiques remontent au début du XVIIIe siècle lorsque Pierre Ier de Russie a visité les Pays-Bas du Sud en 1717. Parmi les villes qu'il a visité, Bruxelles, Aix-la-Chapelle et Spa. Pierre Ier a laissé une empreinte à Spa en construisant un édifice avec un portique sur le ressort principal, que les habitants ont renommés en son honneur Pouhon Pierre-le-Grand,. Les relations diplomatiques ont été établies entre la Belgique et l'Empire russe en 1853, Mikhaïl Irineyevich Khreptovich est le premier diplomate envoyé par l'Empire russe à Bruxelles le 19 mars 1853.

## Commerce
En 2004, le commerce bilatéral totalisait 4,75 milliards d'euros, soit une augmentation de 1,18 milliard d'euros par rapport à l'année précédente, avec la Russie tenant un excédent commercial de 1,51 milliard d'euros. Les exportations russes vers la Belgique sont principalement des matières premières, y compris des minéraux (37 %), des pierres précieuses et semi-précieuses (22 %), des métaux ferreux et non ferreux (17 %) et des produits chimiques (8 %). Les importations russes en provenance de Belgique sont composées d'équipements industriels (25 %), de produits chimiques et produits pharmaceutiques (18 %), de produits en plastique et en caoutchouc (9 %), des aliments (8 %) et du matériel de transport (8 %). En 2004, la Belgique a importé 30 % de son pétrole et de gaz naturel en provenance de Russie. Des liaisons aériennes entre les deux pays existent, avec Aeroflot et Brussels Airlines assurant des vols entre Moscou et Bruxelles,.